# Brněnský voláč
Brněnský voláč je plemeno holuba domácího chované pro okrasný chov a výstavy. Je to nejznámější a nejrozšířenější plemeno vysokonohého voláče, který je chovaný po celém světě.
Je nejmenším plemenem vysokonohého voláče, celková délka těla ptáka se pohybuje kolem 37 cm. Je nápadný svými tělesnými tvary, je velice štíhlý se vzpřímeným postojem a dlouhými, rovnými a rovnoběžnými běháky. Vzdálenost mezi kolenním kloubem a koncem prostředního prstu činí asi 17 cm.  Běháky i prsty jsou neopeřené. Holub chodí po špičkách prstů.
U brněnského voláče se cení jemná konstituce a co nejdrobnější a nejštíhlejší postava. Prodloužená linie nohou by měla procházet okem zvířete. Krk ptáka je dlouhý a poněkud nazad nesený, což vytváří prostor pro velké kulovité vole, to však musí být v dolní části podvázané, hruď je útlá a kýl hrudní kosti je viditelný. Křídla jsou dlouhá, vysoko nasazená a ruční letky se nad ocasem kříží. Záda jsou jemná a ocas je poměrně dlouhý.
Hlava, zobák, oko i obočnice se tvarem neliší od divokého holuba skalního a jejich barva odpovídá barvě opeření. Brněnský voláč se chová v mnoha barevných a kresebných rázech.